# Список умерших в 1246 году

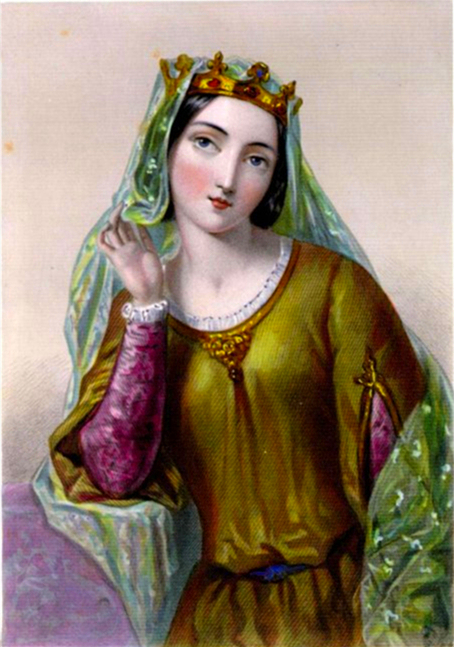
Изабелла Ангулемская

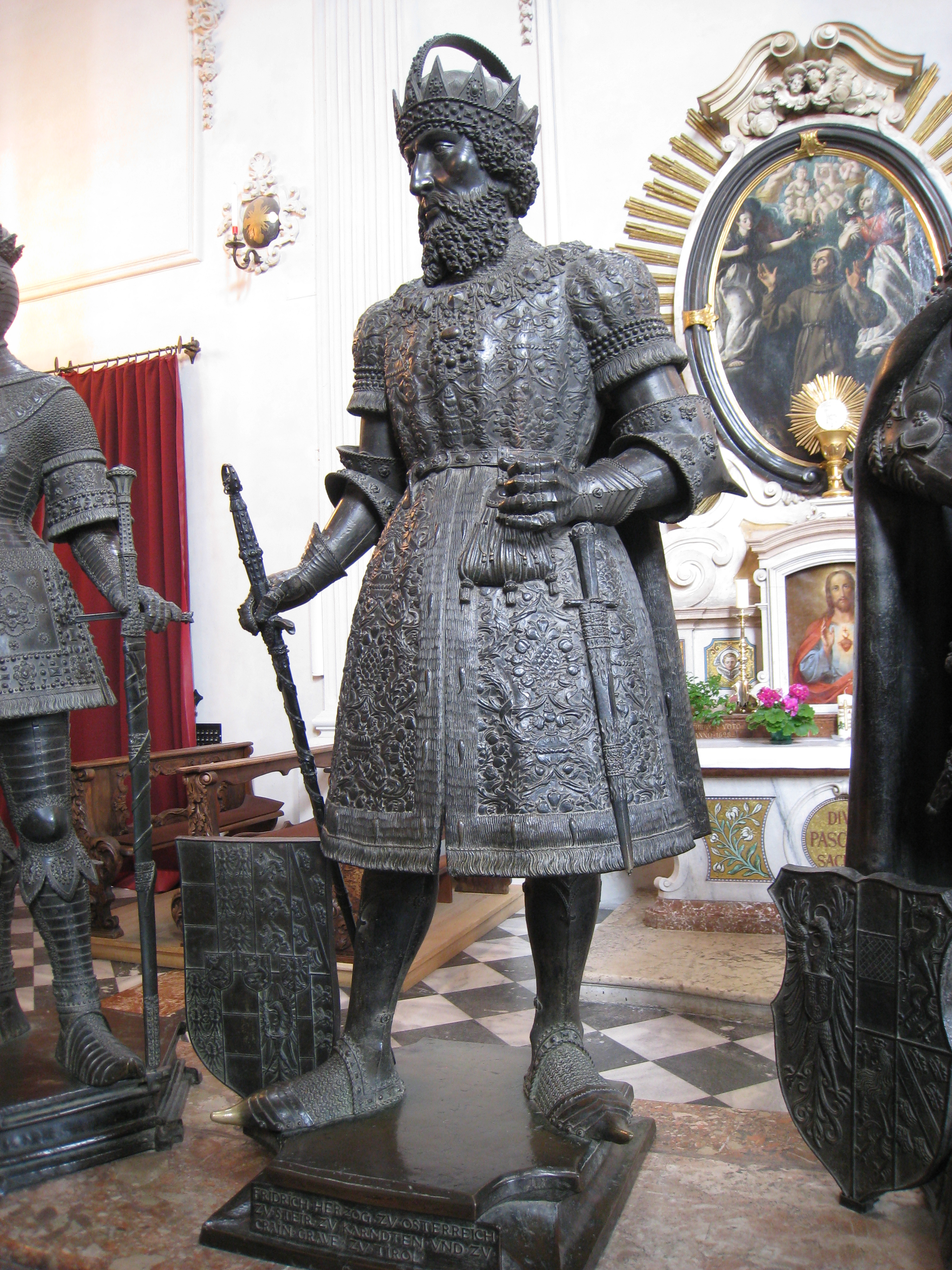
Фридрих II Воитель

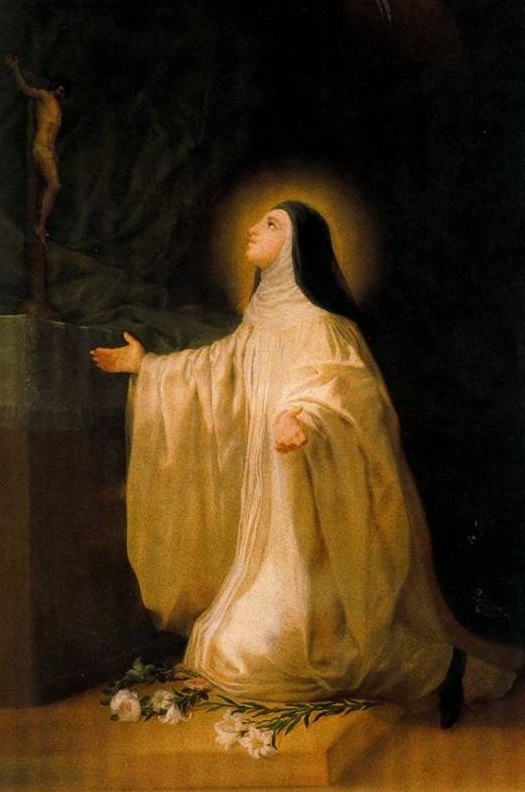
Святая Лутгарда

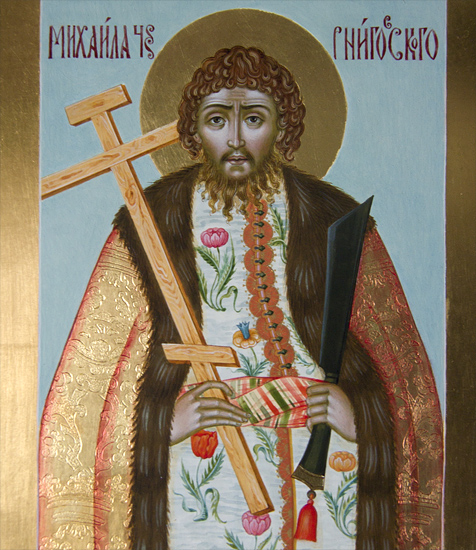
Михаил Всеволодович

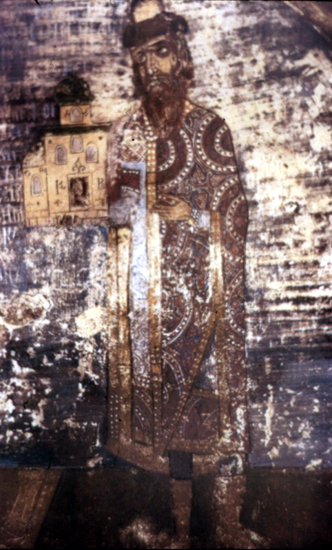
Ярослав Всеволодович

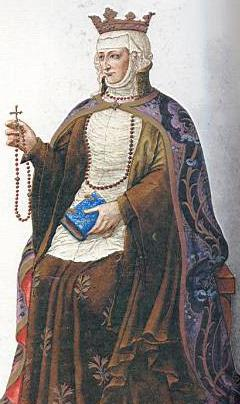
Беренгария Кастильская

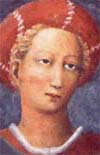
Алиса Шампанская

В этой статье представлен список известных людей, умерших в 1246 году.
См. также: Категория:Умершие в 1246 году

## Январь
- 18 января — Иоаким I Болгарский[болг.] — Патриарх Болгарский (1232—1246)

## Февраль
- 25 февраля — Давид II ап Лливелин — принц Гвинеда и Уэльса (1240—1246)

## Март
- 19 марта — Зигфрид[нем.] — епископ Регенсбурга (1227—1246)

## Апрель
- 12 апреля — Педро де Пеньяфьель[исп.] — епископ Осмы (1240—1246)
- 15 апреля — Петер Гонсалес Телмо[англ.] — испанский доминиканский священник, святой римско-католической церкви, покровитель испанских моряков[1].

## Май
- 17 мая — Ходзё Цунэтоки — японский государственный деятель, сиккэн (1242—1246)
- 19 мая — Эмилиана де Церчи[итал.] — итальянская святая римско-католической церкви.
- 31 мая — Изабелла Ангулемская — Королева-консорт Англии (1200—1216), жена Иоанна Безземельного, графиня Ангулемская (1202—1246)

## Июнь
- 15 июня — Фридрих II Воитель — герцог Австрии и герцог Штирии (1230—1246), герцог Крайны (1245—1246) — последний представитель династии Бабенбергов в Австрии, погиб в сражении на реке Лайта
- 16 июня — Лиутгарда Тонгеренская — фламандская святая римско-католической церкви, покровительница слепых и инвалидов[2].
- 22 июня или 23 июня — Феодора Ангелина — герцогиня-консорт Австрии и Штирии (1203—1230), жена Леопольда VI
- 28 июня 
  - Фридрих II фон Парсберг[нем.] — епископ Айхштета (1237—1246)
  - Насир ад-Дин Ибрахим ибн Ширкух[англ.] — айюбидский эмир Хомса (1240—1246).

## Август
- 6 августа — Ральф Мортимер, английский аристократ, барон Вигмор из рода Мортимеров (с 1227).

## Сентябрь
- 20 сентября — Михаил Всеволодович — Князь переяславский (1206), Князь черниговский (1223—1246), Князь новгородский (1225—1226), Князь галицкий (1235—1238),Великий князь киевский (1238—1239, 1241—1243), святой Русской православной церкви, убит монголами в Золотой Орде
- 30 сентября — Ярослав Всеволодович (56) — Князь переяславский (1200—1206), Князь-наместник рязанский (1208), Князь переяславль-залесский (1212—1246), Князь новгородский (1215—1216, 1222—1223, 1226—1229, 1231—1236), Великий князь Киевский (1236—1238), Великий князь Владимирский (1238—1246), вероятно отравлен монголами.
- Рауль II де Лузиньян — граф д’Э (1219—1246)

## Октябрь
- 1 октября — Хуан де Сориа[англ.] — канцлер Кастилии (1217—1239), епископ Осмы (1231—1240), епископ Бургоса (1240—1246)
- 18 октября или 22 октября — Мешко II Опольский — князь Опольский и Рацибужский (1230—1246), князь Калишский (1234—1239)

## Ноябрь
- 8 ноября — Беренгария Кастильская — королева-консорт Леона (1197—1204), жена Альфонсо IX, королева Кастилии (1217)
- 26 ноября — Герхард фон Мальберг — маршал Тевтонского ордена (1240), Великий магистр Тевтонского ордена (1240—1244)

## Декабрь
- 1 декабря — Эберхард фон Регенсберг[нем.] — епископ Брессаноне (1196—1200), архиепископ Зальцбурга (1200—1246)
- 6 декабря — Анри де Грез[фр.] — епископ Шартра (1244—1246)
- 23 декабря — Этьен II де Бриуд[фр.] — епископ Манда (1224—1246)
- Томас Галлус[англ.] — французский теолог

## Дата неизвестна или требует уточнения
- Ала ад-дин Масуд-шах — султан Дели (1242—1246), убит мятежниками
- Алиса Шампанская — королева-консорт Кипра, жена короля Гуго I (1208—1218), регент Кипра (1218—1227), регент Иерусалимского королевства (1243—1246).
- Генри де Баллиол, англо-шотландский аристократ, камергер Шотландии (1223—1230 и 1241—1246).
- Готье IV де Бриенн — граф де Бриенн (1205—1246), граф Яффы и Аскалона (1221—1246).
- Дорегене, жена монгольского хана Угэдэя (1229—1241), мать Гуюк-хана (1246—1248), осуществлявшая регентство в период междуцарствия (1242—1246).
- Жоффруа II де Виллардуэн — князь Ахеи (1218—1246)
- Кей-Хосров II — Султан Рума {1236/1237 — 1246)
- Коломан I Асень — царь Болгарии (1241—1246).
- Маскароза I д’Арманьяк, графиня д’Арманьяк и де Фезансак.
- Понс, де Ортаффа[англ.] — каталонский трубадур
- Пьер де Фекамп[исп.] — нормандский хронист
- Роберт де Бингхэм[англ.] — епископ Солсбери (1229—1246)
- Роберт I де Туротт[фр.] — епископ Лангра (1232—1240), епископ Льежа (1140—1146)
- Теодор Антиохийский — сирийский христианский астролог, алхимик и врач
- Тэмуге — один из младших братьев Чингисхана, казнён
- Уолтер Стюарт, 3-й лорд-стюард Шотландии — лорд-стюард Шотландии (1204—1246), первый, кто стал использовать Стюарт в качестве фамилии, юстициарий Шотландии (1233—1241).
- Фатима-хатун, фаворитка и приближённая Дорегене-хатун, правительницы Монгольской империи в 1246—1248 годах.
- Эймери VIII[фр.] — епископ Туара (1242—1246)